# Anita Gimvalls kåta
Anita Gimvalls kåta blev uppmärksammad i media 2018 när Länsstyrelsen i Västerbottens län ålade Anita Gimvall att ta bort en kåtaliknande byggnad vid sjön Stenträsket eftersom de ansåg att den var ett nybygge. Byggnaden låg i Vindelfjällens naturreservat inom strandskyddsområde. Gimvall menade att hon hade rätt att ha den där enligt urminnes hävd på grund av att hon är same och hennes släkt har haft en övernattningsplats på platsen åtminstone sedan andra halvan av 1800-talet. Gimvall överklagade till Mark- och miljödomstolen i Umeå som fastställde länsstyrelsens beslut. Länsstyrelsen ansökte hos Kronofogdemyndigheten om att de skulle avlägsna byggnaden, vilket ledde till att kronofogden brände ner den.

## Bakgrund
Anita Gimvalls morfars farfars far flyttade i slutet av 1700-talet upp till Gardejaure lappskatteland för att få fortsätta bedriva renskötsel och hennes släkt har sedan dess bott inom området och levt av renskötsel, jakt och fiske. Enligt Gimvall byggde hennes morfars farbror Per Kristian Esaiason, född 1853 , 1890 en kåta på Gamla Kåtanäset vid sjön Stenträsket, en dryg halvmil nordväst om Gardsjönäs i Storumans kommun. Hennes far och hennes bror renoverade kåtan 1959 men senare förföll den. Kåtan var upptagen som renoveringsobjekt i kulturprojektet "Gardejaure Kulturområde" som pågick mellan 1996 och 2002.  Gimvall har fiskerätt i Stenträsket. 2010 byggde Gimvall en liten koja på platsen med två sängar, kamin och gasolflaska för spis och kyl för att hon och hennes familj skulle kunna övernatta där.

## Händelser 2011-2018
2011 fick Länsstyrelsen i Västerbottens län en anonym anmälan om kojan. Länsstyrelsen inspekterade platsen och menade att det inte fanns någon dokumentation om en tidigare byggnad där och att den räknades som ett nybygge i ett naturreservat med strandskydd. Enligt länsstyrelsen fanns det vid uppförandet av kojan inga rester av någon ursprunglig kåta. Länsstyrelsen ålade Gimvall att ta bort kojan och återställa markområdet som det såg ut tidigare med ett vite om 15 000 kr om hon inte gjorde det.
Vid en kontroll i januari 2017 hade Gimvall ersatt kojan med en annan byggnad som hon menade var den ursprungliga kåtan. Länsstyrelsen ansåg att det var ett nybygge som ägaren hade ändrat utseendet på genom att "klä in" den i en kåtaliknande konstruktion med stänger, hönsnät och torv, fast med den nyuppförda byggnaden kvar invändigt. Även kronofogden har uppgett att byggnaden inte var från 1800-talet utan en nybyggd stuga med isolering av stenull och frigolit. Samma sak framgår av en film inifrån byggnaden som visar väggar av färskt trä och isolering av stenull i mellanväggen.
Länsstyrelsen ålade Gimvall att ta bort byggnaden och återställa markområdet som det såg ut tidigare med ett vite om 50 000 kr om hon inte gjorde det. Gimvall överklagade till mark- och miljödomstolen som fastställde länsstyrelsens beslut men sänkte vitet till 30 000 kr. I augusti 2017 ansökte länsstyrelsen om att kronofogden skulle avlägsna byggnaden. Enligt kronofogden hade de en dialog med Grimvall om hur den skulle avlägsnas eftersom Grimvall enligt lag skulle betala för åtgärden. Kronofogden kom fram till att det billigaste alternativet var att bränna ner byggnaden.
Den 12 april 2018 brände Kronfogden ner byggnaden. Fyra poliser från Tärnaby hade åkt till platsen med snöskoter. Media var på plats och filmade händelserna. Gimvall blev eskorterad ut ur byggnaden av två poliser innan kronofogdens personal hällde ut etanol över byggnaden och tände på. Ett tiotal personer hade samlats utanför och stämningen var upprörd.

## Händelser 2020-2023
2020 fick länsstyrelsen ett tips om en ny byggnad på samma plats. Länsstyrelsen inspekterade platsen och bedömde att det var ett nybygge. De ålade Gimvall att senast 30 juni 2021 ta bort byggnaden och återställa markområdet som det såg ut tidigare med ett vite om 30 000 kr om hon inte gjorde det. Gimvall överklagade till mark- och miljödomstolen och Mark- och miljööverdomstolen. Den 12 juli 2021 fastställde mark- och miljööverdomstolen länsstyrelsens beslut men förlängde tidsfristen för att avlägsna byggnaden till 31 januari 2022.
Länsstyrelsen stod fast vid sitt beslut att byggnaden skulle bort. Den 2 februari 2023 brände Kronfogden ner byggnaden. Kronofogden hade inte meddelat Gimvall i förväg att de planerade att göra det. Gimvall uppgav att hon gjorde upptäckten på den samiska nationaldagen den 6 februari. Kronofogden förklarade sitt tillvägagångssätt med att de ville bränna ner byggnaden utan att ha en massa människor samlade där och att de hade gett Gimvall en förvarning våren 2022.

## Reaktioner
Jakt- och fiskesamernas partiledare var på plats när den första byggnaden brändes ner 2018. Han ansåg att trots att rennäringslagen ger rätt att bygga för renskötseln så saknas lagstiftning som reglerar samisk rätt eller urfolksrätt i Sverige för att samer ska kunna ha byggnader för jakt, fiske och annan markanvändning.  Han menade också att det fanns en positiv aspekt av att Gimvalls torvkåta på hennes förfäders marker brann upp eftersom händelsen kunde dra uppmärksamhet till hur svenska staten behandlar samer. 
Sametingets styrelseordförande kritiserade främst tillvägagångssättet att bränna byggnaden och menade att man borde ha gett ägaren möjlighet att själv flytta byggnaden eller ta ner den.  Styrelsens vice ordförande uttalade hårdare kritik och sa att det var en tråkig nyhet att traditionella kåtor och boplatser inte hade ett starkare skydd och att det var ett tydligt tecken på stora brister i förhållande till de samiska urfolksrättigheterna. 
Samerådet kommenterade förfarandet och relaterade det till brist på skydd för samiska kulturmiljöer och brist på respekt på hanteringen av samiska kulturmiljöer. 
Dagen efter att den första byggnaden hade bränts ner twittrade Alice Bah Kuhnke, kultur och demokratiminister med ansvar för samefrågor, att tilltaget var orimligt i dess sanna bemärkelse.  Hon skrev senare i ett mail att den brinnande kåtan bar symbolik som gick att sätta i ett historiskt sammanhang. Hon ville dock inte som minister vidta några åtgärder i ett enskilt ärende. 
Amnesty International satte bränningen av byggnaden i relation till de övergrepp som svenska staten har utsatt samerna för genom historien. De menade att Gimvalls familj har använt kåtan på platsen i generationer och att det var en kulturbärande plats. De menade också att det var av mindre betydelse om byggnaden var ett nybygge. Amnesty uppmanade till en oberoende utredning av händelsen. 
14 representanter för Feministiskt initiativ i norra Sverige skrev en insändare med rubriken om bränningen av byggnaden. Enligt insändaren hade det stått en kåta på platsen sedan slutet av 1800-talet tills kronofogden brände ner den. Insändaren nämnde koloniala övergrepp och tvångsförflyttningar. Insändaren kritiserade även kronofogdens personal för att vara respektlösa och välja att bränna byggnaden för att spara pengar istället för att flytta den med helikopter. 
Myndigheternas förfarande kritiserades i flera tidningsartiklar  och insändare.  Två personer anmälde fallet till justitieombudsmannen. 
Sametingets styrelse skrev till högsta domstolen i november 2023 att högsta domstolen borde ta upp frågan om byggnaden.  En sametingsledamot kritiserade dock skrivelsen och menade att det var helt olämpligt att styrelsen skrev till högsta domstolen i en privaträttslig fråga. 

## Rättsligt förfarande
Länsstyrelsen bedömde 2017 att byggnaden var ett nybygge. Det skulle därför krävas två olika tillstånd enligt miljöbalken för att ha den kvar, dels en dispens enligt reservatsbestämmelserna, dels en dispens enligt strandskyddsbestämmelserna. Dessutom skulle det krävas ett markarrende som måste prövas enligt rennäringslagen.

### Prövning i mark- och miljödomstolen
Gimvall överklagade länsstyrelsens åläggande om att ta bort byggnaden till mark- och miljödomstolen vid Umeå tingsrätt både 2017 och 2021. I överklagandet till mark- och miljööverdomstolen 2021 argumenterade Gimvall för att hon har rätt att ha en stuga på platsen enligt urminnes hävd på grund av att hennes släkt har levt inom området och bedrivit renskötsel, jakt och fiske sedan slutet av 1700-talet. Hon lämnade in en vittnesskildring av en person som bott i kåtan innan naturreservatet bildades och innan strandskyddsbestämmelserna började gälla. Mark- och miljööverdomstolen bedömde dock att byggnaderna var nya och därmed saknades rätt att bygga dem inom naturreservatet och strandskyddsområdet. Domstolen prövade inte frågan om urminnes hävd eftersom det är en civilrättslig prövning som primärt prövas inom ramen för allmän domstol.

### Prövning i allmän domstol
Länsstyrelsen polisanmälde Gimvall 2021 i samband med att de ålade henne att ta bort den nya byggnaden. Hon åtalades i Lycksele tingsrätt i augusti 2022 för brott mot strandskyddsbestämmelser och brott mot brott mot naturreservatsföreskrifterna. Tingsrätten frikände henne i september 2022. Domen överklagades till Hovrätten för Övre Norrland. Hovrätten dömde henne i september 2023 för brott mot strandskyddsbestämmelser men friade henne från brott mot naturreservatsföreskrifterna. Gimvall dömdes till 3 600 kr i dagsböter.
Hovrätten ansåg att det var troligt att det under mycket lång tid har funnits en kåta på platsen och att den har använts av Gimvall och hennes släkt för jakt och fiske inom ramen för samisk verksamhet. Hovrätten noterade att Gimvall menade att hon hade rätt att uppföra byggnaden med stöd av urminnes hävd och att uppförandet därför inte krävde dispens från strandskyddsbestämmelserna. Den konstaterade dock att miljöbalken inte medger några undantag från strandskyddsbestämmelserna på grund av urminnes hävd, så som är fallet för exempelvis rätt till renskötsel enligt rennäringslagen eller rätt till jakt och fiske. Gimvall överklagade till Högsta domstolen men blev nekad prövningstillstånd i april 2023.

### Möjlighet till dispens
Länsstyrelsen kan ge dispens för undantag från reservatsbestämmelserna och strandskyddsbestämmelserna. Enligt Länsstyrelsen i Västerbotten har Gimvall lämnat in en sådan ansökan men senare tagit tillbaka den. Mark- och miljööverdomstolens dom i juli 2021 står att länsstyrelsen hade informerat Gimvall om möjligheten att ansöka om dispens från naturreservatsföreskrifterna och miljöbalken för prövning i efterhand. Någon ansökan om dispens hade inte kommit in. Även hovrätten konstaterade i september 2023 att Gimvall inte hade sökt dispens för byggnaden.

### Rennäringslagen
Gimvall kallar sig för jakt- och fiskesame.  Hon är inte medlem i någon sameby och omfattas därför inte av rennäringslagen. Rennäringslagen ger medlemmar i samebyar rätt bland annat att utöva renskötsel och att uppföra renvaktarstuga annan mindre byggnad som behövs för renskötseln. I media har framförts att om Gimvall skulle ha varit medlem i en sameby skulle hon ha rätt att ha en stuga på platsen. Även Sametinget har menat att Gimvall skulle ha rätt att ha en stuga på platsen om hon hade varit medlem i en sameby.
Enligt länsstyrelsen stämmer det inte. Föreskrifterna för Vindelfjällens naturreservat säger visserligen att medlemmar i samebyar får bygga övernattningsstugor som behovs för renskötsel, så kallade renvaktarstugor. De ska vara kopplade till samebyarnas näringsverksamhet och ska byggas där de bäst tjänar sitt syfte. Det finns dock enligt länsstyrelsen inget undantag från strandskyddsbestämmelserna för sådana byggnader så en renvaktarstuga skulle inte få byggas på den aktuella platsen.
Enligt hovrätten gäller dock förbudet mot att uppföra nya byggnader inom strandskyddsområde inte byggnader som behövs för att bedriva fiske eller renskötsel och som för sin funktion måste finnas inom strandskyddsområdet. För att undantaget ska gälla krävs att näringen har utgjort den huvudsakliga försörjningen. Enligt hovrätten hade Gimvall inte hävdat att byggnaden behövdes för renskötsel eller förklarat hur byggnaden hade samband med jakt- eller fiskerätt för henne eller någon annan.